# 第一代阿克頓男爵約翰·達爾伯格-阿克頓
約翰·愛默里克·愛德華·達爾伯格-阿克頓，第一代阿克頓男爵，KCVO（英語：John Emerich Edward Dalberg-Acton, 1st Baron Acton，1834年1月10日—1902年6月19日），簡稱阿克頓勳爵（Lord Acton），生於兩西西里王國那不勒斯，英國歷史學家，自由黨政治入物與作家。以支持自由主義著稱。

## 生平簡介
1834年，阿克頓勳爵生於那不勒斯(今意大利南部)。其祖父為约翰·阿克頓爵士，第六代從男爵，父親斐迪南·達爾伯格-阿克頓爵士，第七代從男爵在他3歲時過世。其祖父约翰·阿克頓爵士在1701年來自族中較年輕的一支，曾先後移居法國、義大利，後因為家族較老嫡系無後，使他成為了阿克頓家族的大家長，繼承了家族在施洛普的從男爵爵位和財產。其父斐迪南·達爾伯格-阿克頓爵士，第七代從男爵娶瑪莉·路易斯·佩林為妻，其岳父艾末立克·喬瑟夫·沃夫岡·赫立伯特，第一代達爾貝格公爵來自一古老的德國貴族家庭，後入法籍，曾為拿破崙一世軍官並於1814年維也納會議上代表路易十八。斐迪南·達爾伯格-阿克頓爵士，第七代從男爵1837年卒後，瑪莉·路易斯·佩林1840年嫁格蘭維爾·列弗森-高厄。達爾貝格女伯爵，黑恩斯海姆之繼承人，成為了阿克頓的母親。

### 早年
約翰·阿克頓早年師從德國史學家利奧波德·馮·蘭克，後任英國劍橋大學歷史系教授。1859年至1865年任英國下議院議員。

### 美國
約翰·阿克頓因為美國的聯邦架構，與其對人民自由的保證，所以對這個國家極感興趣。在南北戰爭期間，他完全支持美利堅邦聯（即南軍陣營）。他認為，在美利堅邦聯裡，州的權力優於中央集權政府；而在所有的歷史先例中，中央集權都會導致暴政。他給首相格萊斯頓的筆記，使英國政府中許多人轉而支持南軍。南軍投降後，他給羅伯特·李將軍寫信，道：「比起對滑鐵盧之勝的喜悅，我對里奇蒙之敗的悲哀更沉重。」

### 死亡和遺產
約翰·阿克頓1901年染病，於1902年七月十九日在泰根塞過世。其子理查·里昂-達爾貝格-阿克頓，第二代阿克頓男爵繼承爵位。安德鲁·卡耐基在其卒後立刻買下他豐富的藏書。這些收藏是為了研究而非展示用，因此當中充斥了他本人的筆記。卡耐基把這些藏書贈給了約翰·莫萊，第一代布萊克本的莫萊子爵，而莫萊又把這些藏書贈給了劍橋大學。

## 信念和影響

### 政治
1859年約翰·阿克頓返回英格蘭定居，住進他位於施洛普的鄉村別墅奥爾德納姆。他也以愛爾蘭卡洛自治市代表返回英國下議院，並成為格萊斯頓的忠實擁護者。然而他在政治上並不十分活躍，1865年大選結束了他的議員生涯。他在1868年再次以布里奇諾斯議員身分參選，但並未成功。
1869年維多利亞女王封他第一代阿克頓男爵；而他也與英國首相威廉·格萊斯頓關係密切，為知交。馬修·阿諾德曾評論說「格萊斯頓影響了身邊所有人，除了阿克頓，相反他受了阿克頓的影響。」

## 名言
| | 你的准则是不以评价他人的方式评价教皇和国王，并以善意假设他们不会做错，我对此无法接受。如果存在任何假设，那将与权力的持有人相对立，他的权力愈发增加，其对立就愈发增加。必须以历史责任弥补法律责任的缺失，權力使人腐化，絕對的權力絕對導致腐化。伟人几乎从来都是坏人，就算他们施加的是影响而不是权威。而当你以权威再加上腐败的趋势或必然，就更是如此。没有比以下说法更为离经叛道，即职位会使拥有它的人变得圣洁。就是在这一点上，对天主教的否定和对自由主义的否定相通并一直持续，而且目的是可以通过学习来懂得如何使得其手段变得正当。 （I cannot accept your canon that we are to judge Pope and King unlike other men, with a favorable presumption that they did no wrong. If there is any presumption it is the other way against holders of power, increasing as the power increases. Historic responsibility has to make up for the want of legal responsibility. Power tends to corrupt and absolute power corrupts absolutely. Great men are almost always bad men, even when they exercise influence and not authority: still more when you superadd the tendency or the certainty of corruption by authority. There is no worse heresy than that the office sanctifies the holder of it. That is the point at which the negation of Catholicism and the negation of Liberalism meet and keep high festival, and the end learns to justify the means.） |
| ——阿克頓1887年《致書信予曼德爾·克雷頓》（Letter to Archbishop Mandell Creighton，討論「自由與權力」） | |

上句出自阿克頓1887年《致書信予曼德爾·克雷頓》（Letter to Archbishop Mandell Creighton，討論「自由與權力」），亦为阿克頓最广为人知的格言。晚年在劍橋大學講授法國大革命史，有集稿《法國大革命講稿》。美國普林斯頓大學歷史學教授亨利·查爾斯·李（Henry C. Lea）指稱阿克頓的史學太過道德化，其著述被人譏為「阿克頓通諭」。

## 外部連結
| 聯合王國貴族爵位 | 聯合王國貴族爵位     | 聯合王國貴族爵位                                     |
| ---------------- | -------------------- | ---------------------------------------------------- |
| 新爵位           | 阿克頓男爵 1869–1902 | 繼任： 理查德·里昂-達爾伯格-阿克頓，第二代阿克頓男爵 |